# الحزب الشيوعي النمساوي
الحزب الشيوعي النمساوي هو حزب سياسي شيوعي في نمسا.
تأسس الحزب في عام 1918.

## نشأة الحزب ومحاولات الثورة
انفصل التيار البلشفي عن الحزب الاشتراكي الديمقراطي النمساوي في تشرين ثاني/نوفمبر 1918 على أرضية الخلاف على التكتيك السياسي، ففي حين فضلت الأغلبية في الحزب الاشتراكي الطريق الإصلاحي السلمي وإقامة ديمقراطية برلمانية، انحاز يسار الحزب إلى الخط البلشفي الداعي إلى الثورة الفورية وإقامة دكتاتورية البروليتاريا، وتوجه اليسار الجذري بداية إلى فريدريش آدلر ليقود حركة تصحيح داخل الحزب الاشتراكي الديمقراطي أو انفصال عنه، وبعد رفضه انفصل الشيوعيون (ومنهم روث فيشر) عن الاشتراكي واسسوا الحزب الشيوعي شارك الحزب في المجالس العمالية التي لعبت دورا سياسيا مهما في أعوام الجمهورية الأولى.في عام 1924 تولى يوهان كوبلينيغ قيادة الحزب الشيوعي في مؤتمره السابع الذي انعقد وسط خلافات حادة داخل الحزب استدعت حضور الشيوعي البلغاري ديميتروف مشرفا عن الأممية الشيوعية، وظل كوبلينغ في رئاسة الحزب حتى تقاعده في المؤتمر التاسع عشر عام 1965.

### انتفاضة 1919
ودعى إلى الانضمام إلى الثورة البلشفية التي قامت في هنغاريا المجاورة بقيادة بيلا كون، وحاول فعليا الاستيلاء على السلطة في العام 1919 عندما تظاهر بناء 6000 إلى 8000 مواطن في شوارع فييينا تلبية لنداء الشيوعيين بإقامة دولة مجالس، وتطورت التظاهرات إلى اشتباكات مع الشرطة والدفاع الوطني عندما بلغ المتظاهرين خبر اعتقال قياديين شيوعيين فتوجهوا إلى مقر شرطة فيينا. لم تنجح محاولة الشيوعيين إذ وقف في وجهها كذلك الاشتراكيون الديمقراطيون الذين استعدوا بعد أن أعلمهم فريدريش آدلر بالخطة.

### الخلاف العقائدي مع الاشتراكية الديمقراطية
في الجانب السياسي تبنى الحزب طيلة العشرينات خطا ثوريا مواليا للاتحاد السوفييتي ووقف على يسار الاشتراكية الديمقراطية في المسائل الاجتماعية ووجه إليها نقدا حادا في ادبياته. اختلف الحزب كذلك مع الاشتراكيين الديمقراطيين في المسألة القومية، ففي حين حافظ الاشتراكيون الديمقراطيون على خط الوحدة الألمانية الذي أسس له فيكتور آدلر ومحيطه، بدأ الشيوعيون في العشرينيات بالتنظير لهوية وطنية نمساوية مستقلة عن الأمة الألمانية في دراسات نشرتها صحافة الحزب (أنظر ألفرد كلار) أعتبرت بعد عقود مرجعية في الهوية النمساوية المستقلة.

## الحرب الأهلية النمساوية 1934 والانتقال إلى العمل السري
شارك الحزب الشيوعي في المواجهة مع الفاشية النمساوية الصاعدة وفي اشتباكات شباط/فبراير 1934 بين القوى العمالية والحكومة الفاشية، ولجأت قيادته بعد الهزيمة إلى براغ التي أدارت منها نشاط الحزب السري في النمسا، وبعد احتلال القوات النازية براغ انتفلت قيادة الحزب إلى باريس، وبعد الاجتياح النازي انتقلت إلى الاتحاد السوفييتي.

## الحزب الشيوعي بعد الحرب العالمية الثانية
عاد الحزب الشيوعي إلى النشاط العلني في النمسا بعد تحريرها من الحكم النازي عام 1945، وشارك رئيسه يوهان كوبلينيغ العائد من موسكو في الحكومة الأولى التي ترأسها الاشتراكي كارل رينر. حقق الحزب نتائج متواضعة في انتخابات عام 1945 (4.5% من الأصوات)، وحصل على 4 مقاعد في البرلمان النمساوي، ثم 5 في انتخابات 1949، وهبطت إلى ثلاثة في انتخابات 1956. في انتخابات 1959 لم يحصل الحزب على مقعد في البرلمان، وظل خارجه منذ ذلك العالم، ولكن له تواجد في بعض المجالس الإقليمية والمحلية. في الانتخابات البرلمانية لعام 2002 حصل الحزب.7 568 صوت (0.56%). وفي انتخابات 2019 حصل الحزب على 32.736 صوتا (0:7%) ولم يفز بأي مقعد في البرلمان.
في1948 وقفت قيادته مع الروس في خلافهم والقطيعة مع جوزيف تيتو. كذلك في العام 1956 حافظ الحزب على تأييده للسوفييت بعد دخول القوات السوفييتية إلى بودابست لقمع الانتفاضة الهنغارية.
دافع الحزب عن حياد النمسا ورفض التوجهات التي مالت إلى الدخول في الحلف الغربي المناهض للشيوعية، وساهم في فرض وتثبيت مبدأ حياد النمسا في قانون 1955 وفي اتفاقية الدولة التي انسحبت بناء عليها قوى الحلفاء الغربية والشرقية من البلد.

### إضراب أيلول/سبتمبر 1950
شهدت النمسا في 25 أيلول/سبتمبر 1950 إضرابا شاملا وحركة احتجاجات واسعة احتجاجا على سياسة الأسعار والرواتب الجديدة التي ناقشتها الحكومة وتسربت المعلومات عنها عبر صحيفة الحزب الشيوعي النمساوي الذي لعب دورا مهما في الاحتجاجات والإضرابات، في حين وقف الحزب الاشتراكي الديمقراطي والحزب الديمقراطي المسيحي ضد حركة الإضرابات واعتبروها محاولة من الشيوعيين للاستيلاء على السلطة. بلغت الاحتجاجات ذروتها في فيينا يوم 25 تشرين أول/أكتوبر حين شل المتظاهرون حركة السير في فيينا وعطلوا خطوط الترام. تدخلت من أجل إنهاء الإضراب النقابات التي يسيطر عليها الحزب الاشتراكي، وأهمها نقابة عمال البناء والخشب التي سهل لها الجيش الأمريكي في مناطق النفوذ الغربي اقتحام بعض مواقع المضربين بالعنف. انتهى الإضراب يوم 6 تشرين أول/أكتوبر بقرار من مؤتمر النقابات، وبدأت بعده حملة داخل مجمع النقابات النمساوية لتصفية الوجود الشيوعي فيها، وبالفعل فصل العشرات من الشيوعيين من مواقعهم النقابية، وعلى رأسهم النقابي الشيوعي غوتليب فيالا، أحد مؤسسي مجمع النقابات النمساوية عام 1945.

### أحداث براغ 1968
أدان الحزب الشيوعي النمساوي بدايةً الدخول السوفييتي إلى تشيكوسلوفاكيا عام 1968 في ما عرف ب"ربيع براغ"، ثم تراجعت قيادة الحزب والتزمت بالموقف السوفييتي، وطردت عضو لجنتها المركزية المفكر إيرنست فيشر الذي أدان "شيوعية الدبابة.

## الحزب الشيوعي النمساوي اليوم
يعرف الحزب الشيوعي النمساوي نفسه اليوم بأنه بديل للسياسة الحكومية الحالية ويطالب بتغير جذري في توجهات النمسا الاقتصادية والمالية والاجتماعية والمتعلقة بالاتحاد الأوروبي، قائم على هموم الناس والمسؤولية الاجتماعية المشتركة، وعتبر نفسه حزبا نمساويا ديمقراطيا اجتماعيا نسويا ذا تقليد سياسي متجذر في الحركة العمالية العالمية، ويعمل على صعيد الاتحاد الأوروبي بصفته جزءا من حزب اليسار الأوروبي.
للحزب نسق تنظيمي لامركزي، ففرع الحزب في مقاطعة ستيريا، وهو الجزء الوحيد من الحزب الذي لا يزال ممثلا في بلدية نمساوية كبرى وهي بلدية مدينة غراتس، وفي مجالس بعض بلديات الإقليم، هو مستقل تنظيميا ولايعترف بالقيادة المركزية وبجزء مهم قراراتها، ولكنها ترى نفسها جزءا من الحزب الشيوعي النمساوي. وقد حصل الحزب في انتخابات بلدية غراتس للعام 2021 على 29% من الأصوات، ليحل بذلك في المرتبة الأولى متجاوزا الأحزاب النمساوية الكبرى.

## صحف الحزب
- الراية الحمراء (بالألمانية: Rote Fahne) بين الأعوام 1919-1939
- صوت الشعب (بالألمانية: Volksstimme): صحيفة يومية من آب/أغسطس 1945 إلى آذار (مارس) 1991، أسبوعية من 1994 إلى 2003، شهرية منذ أيار/مايو 2004
- الحجة (بالألمانية: Argument)
- الطريق والهدف(بالألمانية: Weg & Ziel): مجلة الحزب النظرية

## انشقاقات عن الحزب بعد 1990
- المبادرة الشيوعية (بالألمانية: Kommunistische Initiative): مجموعة انفصلت عام 2005 بقيادة سكرتيرالحزب السابق أوتو بروكنر - أسست لاحقا حزب العمل (بالألمانية: Partei der Arbeit)[20]
- منظمة الحزب في ستيريا تعمل ببرامج وقيادة مستقلة عن القيادة المركزية في فيينا

## مواقع خارجية
- موقع الحزب الرسمي
- موقع منظمة الحزب في شتايرمارك
- منظمة الحزب الشبابية
- المنظمة الطلابية
- موقع مجموعة المبادرة الشيوعية